# Фетисов Петро Павлович
Петро Павлович Фети́сов (рос. Петр Павлович Фетисов; нар. 20 червня 1877, Москва — пом. 5 листопада 1926, Загреб) — російський цивільний інженер, художник, архітектор, педагог, історик архітектури.

## Біографія
Народився 8 [20] червня 1877 року в Москві в купецькій родині. Закінчив московську гімназію, 1901 року закінчив Інститут цивільних інженерів. У 1902—1907 роках навчався у Вищому хужожньому училищі при Російській імператорській академії мистецтв у Санкт-Петербурзі у майстерні професора Л. М. Бенуа. Отримав звання художника-архітектора за дипломний проект залу суду. Одночасно з навчанням у 1902—1903 роках перебував понадштатним техніком будівельного відділення Московського губернського правління, а знання багатьох мов (англійська, німецька, французька, перська, арабська, санскрит) дозволило у 1900—1902 роках працювати військовим перекладачем та у 1908—1909 роках викладачем іноземних мов в Санкт-Петербурзькому політехнічному інституті. У 1906—1908 роках пройшов спеціалізацію з історії мистецтв в Британському музеї в Лондоні, а у 1909—1910 роках в Мюнхені.
З 1911 по 1914 рік займався науковими дослідженнями в галузі історії архітектури. Досліджував архітектурні пам'ятники в Туркестані, Бухарі, Хіві, Ірані, Індії і Афганістані, вивчав історію мистецтва Ассирії, Вавилона, Єгипту, північного давньоруського зодчества. Праці друкувалися в журналі «Зодчий», зберігалися в Російському географічному товаристві і Британському музеї. Був професором Інституту цивільних інженерів, Політехнічного інституту, Жіночих політехнічних курсів і школи Імператорського товариства заохочення мистецтв у Санкт-Петербурзі.
У 1910-ті працював в Україні: 

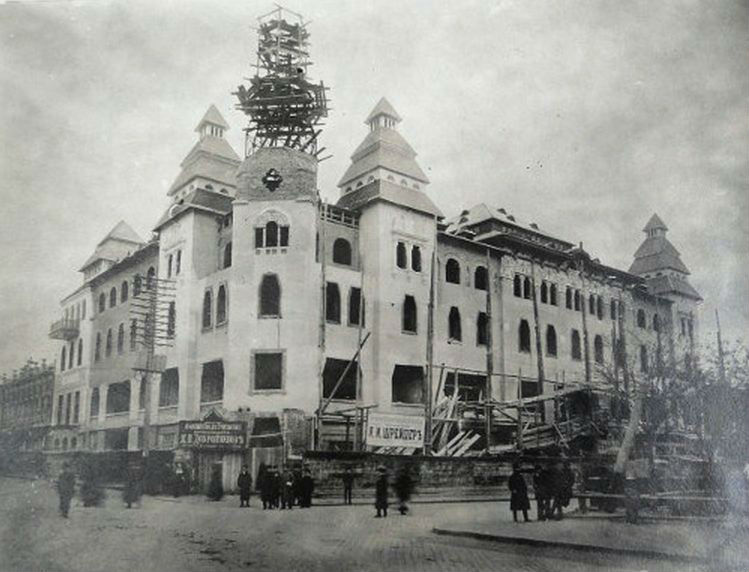
будівництво будинку Хреннікова

- у 1910—1913 роках розробив фасад прибуткового будинку В. Хреннікова в Катеринославі  в формах українського модерну. Пізніше будинок зазнав змін (тепер готель «Україна»);
- у 1916—1917 роках спроектував храм-пам'ятник на Братському кладовищі в Києві на Тимірязєвській вулиці, 2 (у співавторстві з В. Риковим).

1915 року був призваний у Російську імператорську армію. Під час служби виконав серію малюнків старовинних церков Волині та Галичини. Після Жовтневої революції 1917 року емігрував до Королівства Сербії, оселився в Загребі.

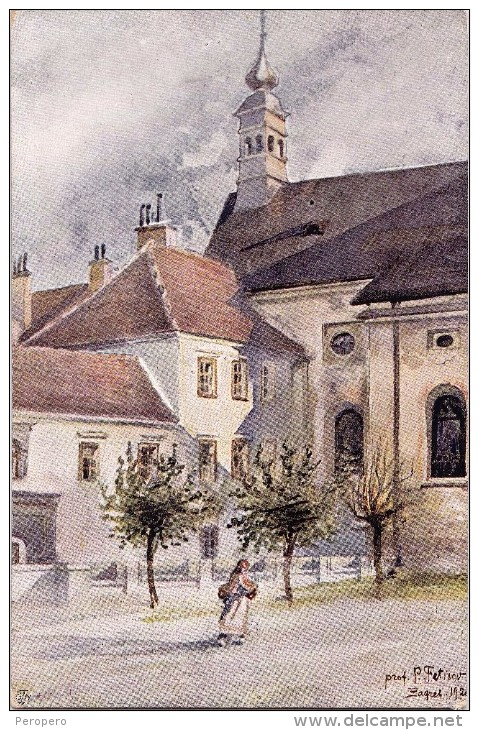
«Старий Загреб»

З 1921 року професор архітектурного відділення технічного факультету Загребського університету. Викладав історію мистецтв, історію і теорію архітектури, вів архітектурне проектування. Спроектував в Загребі фасади готелю «Еспланада» і Будинку будівельної індустрії, фасади ряду банків і житлових будинків. Випустив в листівках серію малюнків «Старий Загреб».
Помер в Загребі 5 листопада 1926 року. Похований на кладовищі Мирогой.